# Фактичний шлюб
Фактичний, незареєстрований, неформальний шлюб або співжиття — відносини між партнер(к)ами щодо спільного проживання та ведення спільного господарства, не оформлені в установленому порядку як шлюб.
Сімейний кодекс України не містить такого терміна, але має вислів «жінка та чоловік, які проживають однією сім'єю, але не перебувають у шлюбі між собою, або в будь-якому іншому шлюбі».
У побутовому вжитку нерідко використовують позначення «співжиття». Також часто помилково застосовують поняття цивільний шлюб, хоча за словниками так слід називати шлюб, оформлений у відповідних органах державної влади без участі церкви. «Цивільним шлюбом» незареєстровані шлюбні відносини почали називати в Російській імперії в XIX столітті, оскільки єдиною офіційно визнаною формою шлюбу тоді був лише церковний шлюб. Люди, які жили без його оформлення, воліли називати свої відносини цивільним шлюбом, оскільки термін «цивільний шлюб» у сенсі державної реєстрації без участі церкви у той час вже існував, наприклад, у Франції.
В XIX столітті в Україні існував аналог сучасного фактичного шлюбу, який називався «жити на віру». До нього вдавалися самотні дорослі люди. Приклад таких стосунків показав Михайло Коцюбинський у своїй повісті «На віру».

## Юридичний статус
Навіть при веденні спільного господарства та/або наявності спільних дітей фактичний шлюб визнається юридично не скрізь і не завжди. Відповідно до ст. 52 Конституції України діти рівні у своїх правах незалежно від народження, а також від того, народжені вони у шлюбі чи поза ним.

### В інших країнах
У Німеччині практикується укладання договорів про майно між особами, які перебувають у шлюбних відносинах без реєстрації шлюбу (нім. nichteheliche Lebensgemeinschaft, дос. «позашлюбна спільність життя»). При цьому німецьке законодавство визнає правові наслідки лише за зареєстрованим шлюбом. Однак німецька судова практика розглядає вступ в фактичний шлюб як основу суспільного громадянського права, тобто об'єднання осіб, що не є юридичною особою, але яке має право мати відокремлене майно. При цьому фактичне співжиття визнається внутрішнім суспільством (нім. Innengesellschaft). Це означає, що відповідні норми про суспільство застосовуються тільки до відносин фактичного подружжя між собою, але не з третіми особами. Фактичне подружжя може укласти договір, що регулює їх майнові відносини, але не має права включати в договір про партнерство положення, що зачіпають інтереси третіх осіб або держави.[джерело?]